# WrestleMania 31
WrestleMania 31 var den 31. udgave af pay-per-view-showet WrestleMania produceret af verdens førende wrestlingorganisation, WWE. Det fandt sted d. 29. marts 2015 fra Levi's Stadium i Santa Clara, Californien foran 76.976 tilskuere. 
Det var den første udgave af WrestleMania i området omkring San Francisco og den sjette i delstaten Californien. WrestleMania 31 var den første med det nye WWE-logo.
Showets main event var en VM-titelkamp mellem den regerende verdensmester Brock Lesnar og årets Royal Rumble-vinder Roman Reigns. Mod slutningen af kampen indløste Seth Rollins dog sin kontrakt på en VM-titelkamp, og det ændrede den igangværende VM-titelkamp til en triple threat match med tre deltagere, og Seth Rollins vandt kampen og dermed VM-bæltet.  
Derudover fik tidligere 12-dobbelte verdensmester Sting sin WrestleMania-debut i en kamp mod Triple H. Det var Stings første kamp nogensinde i WWE. Han har wrestlet i World Championship Wrestling (WCW) fra 1987 til 2001 og i Total Nonstop Action Wrestling (TNA) fra 2006 til 2014. I løbet af kampen blev både D-Generation X (Shawn Michaels, Sean Waltman, Road Dogg og Billy Gunn) og New World Order (Hulk Hogan, Kevin Nash og Scott Hall) gendannet, og de forsøgte undervejs at hjælpe henholdsvis Triple H og Sting.  
The Undertaker, hvis ubesejrede sejrsrække blev brudt ved WrestleMania XXX af Brock Lesnar, vendte tilbage til ringen og besejrede Bray Wyatt. Den tidligere WWE-wrestler Andre the Giant blev for andet år i træk hyldet med en særlig Andre the Giant Memorial Battle Royal.  

## Resultater
Pre-show
- WWE Tag Team Championship: Tyson Kidd og Cesaro (med Natalya) besejrede The New Day (Kofi Kingston og Big E) (med Xavier Woods),Los Matadores (Diego ogFernando) (med El Torito) og The Usos (Jimmy Uso og Jey Uso) (med Naomi)
- Big Show vandt årets Andre the Giant Memorial Battle Royal ved til sidst at eliminere Damien Mizdow

Hovedshowet
- WWE Intercontinental Championship: Daniel Bryan besejrede Bad News Barrett, R-Truth, Dean Ambrose , Luke Harper og Dolph Ziggler i en ladder match
- Randy Orton besejrede Seth Rollins
- Triple H besejrede Sting
- AJ Lee & Paige besejrede Brie Bella & Nikki Bella
- WWE United States Championship: John Cena besejrede Rusev (med Lana)
- The Undertaker besejrede Bray Wyatt

- WWE World Heavyweight Championship: Seth Rollins besejrede Brock Lesnar og Roman Reigns i en triple threat match
  - Showets main event var oprindeligt Brock Lesnar vs. Roman Reigns, men 20 minutter inde i kampen indløste Seth Rollins sin Money in the Bank-kontrakt, der giver en VM-titelkamp når som helst, hvor som helst. Dermed blev kampen en triple threat match (en kamp med tre deltagere).
  - Med sejren vandt Seth Rollins sin første VM-titel nogensinde.